# Stadio di Shanghai
Lo stadio di Shanghai (上海體育場) è uno stadio multi-uso di Shanghai, in Cina. Viene attualmente utilizzato soprattutto per le partite di calcio. 
Costruito tra il 1997 e il 1999, è stato inaugurato il 14 marzo 1999, in occasione dell'ottava edizione dei Giochi nazionali di Cina, tenutisi a Shanghai.
È in grado di contenere circa 80 000 persone e viene per questo chiamato anche "Ottantamillesimo stadio del popolo". È uno dei trenta più grandi stadi di calcio nel mondo e il secondo più grande della Cina dopo il completamento dello stadio nazionale di Pechino nel 2007. È stato utilizzato per le partite dei gironi del torneo calcistico dell'Olimpiade pechinese del 2008.
Ospita anche lo Shanghai Golden Grand Prix, meeting annuale di atletica leggera parte del circuito della Diamond League.
Lo stadio di Shanghai è situato vicino allo stadio coperto di Shanghai. Dato che i nomi sono simili, i due impianti sono spesso confusi, specialmente dopo l'apertura della linea 4 della metropolitana, che ha due fermate con questi nomi.
L'8 agosto 2015 ha ospitato la gara di Supercoppa italiana vinta dalla Juventus per 2-0 contro la Lazio.

## Trasporti
Per raggiungere lo stadio di Shanghai bisogna prendere la linea 4 e scendere a stadio di Shanghai.